# Jeux méditerranéens de plage de 2015
Navigation
Patras 2019
Les  Jeux méditerranéens de plage de 2015 sont la 1re édition des Jeux méditerranéens de plage. Ils se sont tenus du 28 août au 6 septembre 2015 à Pescara, en Italie.

## Sports
| - Aquathlon - Beach soccer - Beach-volley - Canoë de mer - Lutte de plage - Handball de plage | - Nage avec palmes en piscine - Nage en eau libre - Rowing beach sprint - Ski nautique - Tennis de plage |

## Nations participantes
| - Albanie - Algérie - Andorre - Bosnie-Herzégovine - Chypre - Croatie - Égypte - Espagne - France - Grèce - Italie (Pays organisateur) - Liban | - Libye - Malte - Macédoine du Nord - Maroc - Monaco - Monténégro - Saint-Marin - Serbie - Slovénie - Syrie - Tunisie - Turquie |

## Résultats

### Aquathlon
| Épreuve | Or                     | Argent                     | Bronze              |
| ------- | ---------------------- | -------------------------- | ------------------- |
| Hommes  | Gianluca Pozzati (ITA) | Riccardo de Palma (ITA)    | Dylan Magnien (FRA) |
| Femmes  | Sara Papais (ITA)      | Anna Godoy Contreras (ESP) | Elisa Marcon (ITA)  |

### Beach-volley
| Épreuve | Or                                         | Argent                                  | Bronze                                 |
| ------- | ------------------------------------------ | --------------------------------------- | -------------------------------------- |
| Hommes  | Murat Giginoglu (TUR) Volkan Gogtepe (TUR) | Marco Caminati (ITA) Enrico Rossi (ITA) | Filip Cilic (CRO) Ivan Zeljkovic (CRO) |
| Femmes  | Milena Matic (SRB) Marija Milosevic (SRB)  | Laura Giombini (ITA) Giulia Toti (ITA)  | Mélinda Adelin (FRA) Zoe Cazalet (FRA) |

### Canoë de mer
| Épreuve                    | Or                       | Argent                     | Bronze                |
| -------------------------- | ------------------------ | -------------------------- | --------------------- |
| 10 km (Bateau SS-1) hommes | Maximilian Benassi (ITA) | Esteban Medina Ojeda (ESP) | Mattia Colombi (ITA)  |
| 10 km (Bateau SS-1) femmes | Stefania Cicali (ITA)    | Anna Alberti (ITA)         | Abir Ben Ismaïl (TUN) |

### Handball de plage
| Épreuve | Or | Argent | Bronze |
| ------- | --- | --- | --- |
| Hommes  | Tunisie Mohamed Khalil Ben Mida Achraf Elabed Hassine Hamza Lakhdar Mohamed Maaouia Omar Saied Ahmed Sfar Marwane Soussi Aimen Touzi                                              | Chypre Christos Argyrou Julios Argyrou Theodotos Christou Christos Hadjiefrem Xenios Kyprianou Andreas Miltos Markides Yiannos Nikiforou Kyriacos Sophocleous Georgios Stylianou Themistoklis Tsivikos | Turquie Cetin Celik Ozan Erdogan Musa Gunerler Cemal Kütahya Ramazan Mutlu Mujdat Ozcan Gokhan Sanli Yakup Yasae Simsar Ekrem Tufekcidere Burak Turan |
| Femmes  | Italie Angela Cappellaro Eleonara Costa Irene Fanton Cristina Gheorge Valentina Landri Francesca Luchin Anika Niederwieser Monica Pruenster Laura Celeste Rotondo Gaia Maria Zuin | Grèce Ntafina Dimitri Sofia Dimitriou Anna Polyxeni Kaloidi Elisavet Mastaka Eleni Mournou Anastasia Papavasileiou Eleni Poimenidou Niki Ratsika Vasiliki Skara Athina Vasileiadou                     | Turquie Esma Adnar Neslihan Caliskan Merve Durdu Serpil İskenderoğlu Sibel Karameke Reyhan Kaya Buket Keskin Irem Koseler Fetane Uzunlar Yeliz Yilmaz |

### Lutte de plage
| Épreuve       | Or                        | Argent                           | Bronze                                          |
| ------------- | ------------------------- | -------------------------------- | ----------------------------------------------- |
| -70 kg hommes | Apostolos Taskoudis (GRE) | Mehdi Ait Omrane (ALG)           | Christos Navrozidis (GRE)                       |
| -80 kg hommes | Bilel Hadri (ALG)         | Vicenzo Chiara (ITA)             | Georgios Koulouchidis (GRE) Osman Hajdari (ALB) |
| -90 kg hommes | Salvatore Purpura (ITA)   | Timofei Xendis (GRE)             | Aly Mustafa (EGY)                               |
| +90 kg hommes | Raja Alkrad (SYR)         | Micheil Tsikovani (GRE)          | Juan Francisco Espino Diepa (ESP)               |
| -60 kg femmes | Emilie Dufour (FRA)       | Rabia Lamalsa (ALG)              | Amina Benabderrahmane (ALG)                     |
| -70 kg femmes | Agora Papavasileiou (GRE) | Aurora Fajardo Prieto (ESP)      | Mariana Kolic (FRA)                             |
| +70 kg femmes | Samar Hamza (EGY)         | Eirini Pitsiava Aikaterini (GRE) | Tassadit Amer (ALG)                             |

### Nage en eau libre
| Épreuve               | Or                                               | Argent                                                     | Bronze                                           |
| --------------------- | ------------------------------------------------ | ---------------------------------------------------------- | ------------------------------------------------ |
| 5 km hommes           | Dario Verani (ITA)                               | Andrea Manzi (ITA)                                         | Georgios Arniakos (GRE)                          |
| 5 km femmes           | Arianna Bridi (ITA)                              | Giulia Gabbrielleschi (ITA)                                | Spela Perse (SVN)                                |
| 5 km par équipe mixte | Italie Andrea Bianchi Arianna Bridi Dario Verani | Italie Giulia Gabbrielleschi Andrea Manzi Barbara Pozzobon | Croatie Luca Rafaj Matija Ivan Sitic Karla Sitic |

### Aviron de plage - sprint
| Épreuve                    | Or                                                                                              | Argent                                                                                                 | Bronze |
| -------------------------- | ----------------------------------------------------------------------------------------------- | --- | --- |
| Skiff hommes               | Simone Raineri (ITA)                                                                            | Mohamed Ben Sidhom (TUN)                                                                               | Matej Grobelnik (SVN)                                                                                        |
| Deux de couple hommes      | France Benoit Bride Julien Gazaix                                                               | Slovénie Gasper Ostanek Vid Pugelj                                                                     | Croatie Tiziano Evangelisti Dino Pari                                                                        |
| Quatre avec barreur hommes | France Vincent Alliger Benjamin Bajard Guillaume Bec Olivier Duffet Rémi Rouvière               | Algérie Kamel Ait Daoud Mohamed Abderraouf Djouimai Chaouki Dries Mohamed Riadh Garidi Adlane Larbi    | Italie Simone Ferrarese Stefano Gioia Jacopo Mancini Simone Martini Nicolo Pagani                            |
| Skiff femmes               | Carmella Pappalardo (ITA)                                                                       | Jessica Berra (FRA)                                                                                    | Nawel Chiali (ALG)                                                                                           |
| Deux de couple femmes      | Italie Bendetta Bellio Veronica Paccagnella                                                     | Algérie Narimane Harzallah Nawel Chiali                                                                | Tunisie Ounis Malek Ibtissem Trimech                                                                         |
| Quatre avec barreur femmes | France Justine Billet Anne Jouy Charlène Malaboeuf Agathe Pichon Marie Tavernier                | Grèce Paraskevi Giannou Panagiota Gkeka Dimitra Kouklotidou Styliani Koumpli Maria Pergouli            | Italie Serena Cicerchia Ludovica Lucidi Fabiana Romito Ludovica Serafini Elena Waiglein                      |
| Relais mixte               | France Benoit Bride Julien Gazaix Jessica Berra Lionel Picard Justine Billet Charlène Malaboeuf | Tunisie Abdallah Adouani Skander Cherni Sarra Boulares Mohamed Ben Sidhom Ounis Malek Ibtissem Trimech | Italie Tiziano Evangelisti Dino Pari Carmella Pappalardo Simone Raineri Bendetta Bellio Veronica Paccagnella |

### Ski nautique
| Épreuve          | Or                      | Argent                  | Bronze                        |
| ---------------- | ----------------------- | ----------------------- | ----------------------------- |
| Slalom hommes    | Thibaut Daillant (FRA)  | Davide Napolitano (ITA) | Lorenzo D'Alberto (ITA)       |
| Figures hommes   | Thibaut Daillant (FRA)  | Pierre Ballon (FRA)     | Nikolaos Plytas Iliadis (GRE) |
| Wakeboard hommes | Nicolo Caimi (ITA)      | Yann Calvez (FRA)       | Lucas Langlois (FRA)          |
| Slalom femmes    | Clémentine Lucine (FRA) | Beatrice Ianni (ITA)    | Claire-Lise Welter (FRA)      |
| Figures femmes   | Clémentine Lucine (FRA) | Marialuisa Pajna (ITA)  | Natalia Paschou (GRE)         |
| Wakeboard femmes | Georgia Gregorio (ITA)  | Sina Luxor (EGY)        | Marie Vympranietova (GRE)     |

### Tennis de plage
| Épreuve        | Or                                               | Argent                                        | Bronze                                      |
| -------------- | ------------------------------------------------ | --------------------------------------------- | ------------------------------------------- |
| Doubles Hommes | Teo Casadei (ITA) Gian Maria Passaglia (ITA)     | Diego Bollettinari (ITA) Dennis Valmori (ITA) | Nicolo Bombini (SMR) Alvise Galli (SMR)     |
| Double Femmes  | Nicole Nobile (ITA) Ninny Jannika Valetini (ITA) | Veronica Casadei (ITA) Greta Giusti (ITA)     | Alice Grandi (SMR) Camilla Zafferrani (SMR) |
| Double Mixte   | Nicole Nobile (ITA) Diego Bollettinari (ITA)     | Veronica Casadei (ITA) Teo Casadei (ITA)      | Marcela Cuderman (SVN) Urban Cevka (SVN)    |

## Tableau des médailles
Tableau des médailles final des Jeux méditerranéens de plage 2015,.
| Rang  | Nation      | Or | Argent | Bronze | Total |
| ----- | ----------- | -- | ------ | ------ | ----- |
| 1     | Italie      | 33 | 23     | 14     | 70    |
| 2     | France      | 13 | 5      | 9      | 27    |
| 3     | Grèce       | 5  | 7      | 9      | 21    |
| 4     | Algérie     | 2  | 4      | 4      | 10    |
| 5     | Égypte      | 1  | 6      | 4      | 11    |
| 6     | Tunisie     | 1  | 4      | 7      | 12    |
| 7     | Turquie     | 1  | 2      | 2      | 5     |
| 8     | Serbie      | 1  | 1      | 0      | 2     |
| 9     | Syrie       | 1  | 0      | 0      | 1     |
| 10    | Espagne     | 0  | 4      | 1      | 5     |
| 11    | Slovénie    | 0  | 1      | 3      | 4     |
| 12    | Chypre      | 0  | 1      | 0      | 1     |
| 13    | Croatie     | 0  | 0      | 2      | 2     |
| 13    | Saint-Marin | 0  | 0      | 2      | 2     |
| 15    | Albanie     | 0  | 0      | 1      | 1     |
| 15    | Libye       | 0  | 0      | 1      | 1     |
| Total | Total       | 58 | 58     | 59     | 175   |